# Carlina nebrodensis
Carlina nebrodensis là một loài thực vật có hoa trong họ Cúc. Loài này được Guss. ex DC. mô tả khoa học đầu tiên năm 1838.